# Hvízdalka
Hvízdalka je malá vesnice, část města Janovice nad Úhlavou v okrese Klatovy v Plzeňském kraji. Nachází se asi 2,5 kilometru jihozápadně od Janovic nad Úhlavou. Hvízdalka je také název katastrálního území o rozloze 2,36 km².

## Historie
První písemná zmínka o vesnici pochází z roku 1789.

## Obyvatelstvo
| Rok            | 1869 | 1880 | 1890 | 1900 | 1910 | 1921 | 1930 | 1950 | 1961 | 1970 | 1980 | 1991 | 2001 | 2011 | 2021 |
| -------------- | ---- | ---- | ---- | ---- | ---- | ---- | ---- | ---- | ---- | ---- | ---- | ---- | ---- | ---- | ---- |
| Počet obyvatel | 89   | 108  | 99   | 105  | 112  | 106  | 89   | 79   | 69   | 66   | 52   | 36   | 31   | 38   | 42   |
| Počet domů     | 13   | 14   | 15   | 15   | 15   | 15   | 15   | 15   | 15   | 13   | 13   | 13   | 13   | 13   | 13   |

## Obecní správa
Při sčítání lidu v letech 1850–1920 Hvízdalka byla osadou obce Ondřejovice v okrese Klatovy. V letech 1921–1975 byla samostatnou obcí v okrese Klatovy.
Od 1. července 1975 je částí města Janovice nad Úhlavou v okrese Klatovy.